# Fachada de Mushatta
La Fachada de Mushatta es el nombre por el que se conoce parte de la fachada perteneciente al palacio de Qusair Mushatta. En la actualidad se halla en la ala sur del Museo de Pérgamo (Berlín, Alemania) y forma parte de la colección permanente de arte islámico (Museum für Islamische Kunst), que contiene piezas comprendidas entre los siglos VIII y XIX.
La Fachada, gravemente dañada durante el bombardeo a Berlín de la Segunda Guerra Mundial, tiene una longitud de treinta y tres metros por cinco metros de altura y cuenta con dos de las bases de las torres que antiguamente protegían el palacio. Posee una rica decoración con molduras que crean espacios triangulares decorados con rosetas y elementos vegetales, sobre todo zarcillos de vid, con algunos motivos animales, reales y fantásticos (grifos y centauros), que animan el altorrelieve.

## Historia
La fachada pertenecía al Palacio de Mushatta, construido a más de 30 km de la actual capital de Jordania, Amán, durante el período omeya. Si bien se desconoce la fecha exacta de su construcción, se cree que data de la época del califa Walid II (743-744). Para la realización de esta residencia de invierno y almacén se utilizaron, a pesar de ser una edificación  omeya, ladrillos cocidos que fueron colocados sobre unos cimientos finamente labrados en piedra. 
Se cree que después del asesinato de Walid II, el palacio fue abandonado y, posteriormente, acabó desmoronándose a consecuencia de un terremoto. Los restos del palacio, descubiertos y excavados por primera vez en 1840, fueron regalados por el sultán otomano Abdul Hamid II al emperador Guillermo II, siendo trasladados a Alemania en 1903. Si bien en un primer momento fueron expuestos en el Kaiser-Friedrich-Museum (en la actualidad, el Museo Bode), en 1932 fueron desplazados al Museo de Pérgamo, donde se exhiben actualmente.